# Bureau central de renseignements et d'action
O Bureau central de renseignements et d'action (BCRA) era, durante a Segunda Guerra Mundial, o serviço de informação e de ações clandestinas da França Livre. Foi criado em julho de 1940 pelo general de Gaulle.
Em novembro de 1942, o desembarque aliado na África do Norte, seguido pela invasão da zona sul da França pelos alemães, leva os agentes do serviço de informações de Vichy a juntar-se a Argel. A rivalidade entre o general de Gaulle e o general Giraud leva, durante algum tempo, a uma dualidade entre serviço especiais:
- BRAL (bureau de renseignements et d'action de Londres; ex-BCRA), dirigido por André Dewavrin,
- BRAA (bureau de renseignements et d'action d’Alger, dirigido pelo coronel Louis Rivet et o comandante Paul Paillole, a favor de Giraud.

Em outubro de 1943, é feita uma fusão, e o conjunto toma a designação de Direction Générale des Services Spéciaux (DGSS), sendo confiada a sua direção a Jacques Soustelle, antigo comissário de informação.
Segundo o testemunho de André Pommiès, o Corps Franc Pommiès mantinha-se, desde setembro de 1943, sob o um ponto de vista operacional do B.C.R.A. de Londres, com quem estava em ligação direta via rádio. Este fato leva a crer que o bureau central de renseignements et d'action de Londres mantinha a sua identidade ao longo de todo esse período, pelo menos no terreno.